# Ron Moody
Ron Moody nato Ronald Moodnick (Londra, 8 gennaio 1924 – Londra, 11 giugno 2015) è stato un attore britannico.
Nel 1969 vinse il Golden Globe per il miglior attore in un film commedia o musicale per la sua interpretazione nel film Oliver! di Carol Reed, ruolo già da lui interpretato a teatro.

## Biografia

### Vita privata
Ron Moody nacque a Tottenham, a nord di Londra, figlio di Kate Ogus e Bernard Moodnick. Suo padre era discendente da ebrei russi fuggiti in Inghilterra dopo la rivoluzione del 1917, mentre sua madre era di discendenza ebraica lituana. Egli era inoltre cugino di Laurence Moody, che poi diverrà direttore televisivo, e dell'attrice Clare Lawrence.
Successivamente si spostò con la famiglia a Hornsey, non molto distante dal suo luogo d'origine, ma luogo per l'epoca più agiato. In un primo tempo frequentò la London School of Economics con l'intenzione di diventare contabile, ma parallelamente iniziò a comparire in alcuni piccoli spettacoli per poi divenire un attore professionista. Cambiò il proprio cognome anglicizzandolo legalmente in Moody nel 1930.
Nel 1985 sposò l'insegnante di pilates Therese Blackbourn. La coppia ebbe sei figli dei quali il maggiore, Daniel, divenne assistente agli effetti ottici del film Wolfman con protagonista Benicio del Toro, uscito nel 2010.

### Carriera
Moody lavorò in una gran varietà di generi, ma uno dei suoi personaggi più riusciti fu indubbiamente quello di Fagin nel musical Oliver! di Lionel Bart, basato sul romanzo Oliver Twist di Charles Dickens e peraltro ispirato al carattere comune in epoca vittoriana del vecchio ebreo avaro e truffaldino. Egli creò originariamente questo ruolo per l'interpretazione teatrale al West End, per poi riprenderlo nella versione cinematografica, diretta nel 1968 da Carol Reed, grazie alla quale ottenne la candidatura all'Oscar al miglior attore protagonista, vincendo però solo il Golden Globe.
Comparve successivamente in molti programmi televisivi per bambini come Le avventure del bosco piccolo, L'isola di Noè, Telebugs, Into the Labyrinth e Discworld. Nel 1963 interpretò il grande mimo francese Orlando nel film Summer Holiday con Cliff Richards. Successivamente recitò con il suo ex coprotagonista in Oliver!, Jack Wild, nel film Flight Of The Doves (1971).
Nel 1969 gli venne offerto un ruolo in Doctor Who dopo il rifiuto di Patrick Troughton, ma egli declinò. Recitò in EastEnders ed ottenne grandissimo successo anche con l'interpretazione del personaggio del nobile decaduto Ippolit Vorobyaninov, al fianco dell'attore Frank Langella (nei panni di Ostap Bender), nel film Il mistero delle dodici sedie (1970) di Mel Brooks, che lo vide impersonare appunto uno zarista russo, a suo dire consentendogli di rivivere in parte le proprie origini. Nel 1987 apparve come attore anche nel videoclip del singolo It's a Sin dei Pet Shop Boys. Nel 2003 partecipò alla commedia Paradise Grove a fianco di Rula Lenska, mentre nel 2005 apparve nel film Other Lives, interpretando il ruolo del Duca di Wellington. Interpretò Mago Merlino due volte: in Un astronauta alla tavola rotonda e Un ragazzo alla corte di re Artù.

## Filmografia parziale

### Cinema
- Cinque ore in contanti (Five Golden Hours), regia di Mario Zampi (1961)
- Due mariti per volta (A Pair of Briefs), regia di Ralph Thomas (1962)
- Mani sulla luna (Mouse on the Moon), regia di Richard Lester (1963)
- Assassinio sul palcoscenico (Murder Most Foul), regia di George Pollock (1964)
- Questa pazza, pazza, pazza Londra (The Sandwich Man), regia di Robert Hartford-Davis (1966)
- Oliver!, regia di Carol Reed (1968)
- Il mistero delle dodici sedie (The Twelve Chairs), regia di Mel Brooks (1970)
- La ballata dei vagabondi (Dogpound Shuffle), regia di Jeffrey Bloom (1975)
- Un astronauta alla tavola rotonda (Unidentified Flying Oddball), regia di Russ Mayberry (1979)
- Obiettivo mortale (Wrong Is Right), regia di Richard Brooks (1982)
- C'è qualcosa di strano in famiglia (Where Is Parsifal?), regia di Henri Helman (1984)
- Un ragazzo alla corte di Re Artù (A Kid in King Arthur's Court), regia di Michael Gottlieb (1995)
- Rivelazione (Revelation), regia di Stuart Urban (2001)

### Televisione
- Starsky & Hutch - serie TV, 2 episodi (1976)
- Cuore e batticuore (Hart to Hart) - serie TV, 2 episodi (1981-1983)
- Autostop per il cielo (Highway to Heaven) - serie TV, episodio 1x08 (1984)
- La signora in giallo (Murder, She Wrote) - serie TV, episodio 1x14 (1985)

### Doppiatore
- Le avventure del bosco piccolo (The Animals of Farthing Wood), regia di Philippe Leclerc (1993-1995)
- L'isola di Noè (Noah's Island), regia di Alan Simpson e Philippe Leclerc (1997-1999)

## Doppiatori italiani
- Gianni Bonagura in Assassinio sul palcoscenico[3]
- Oreste Lionello in Oliver! (dialoghi)
- Peter Boom in Oliver! (canto)
- Bruno Persa in Il mistero delle dodici sedie
- Sergio Tedesco in Starsky & Hutch[4]
- Carlo Reali ne Un astronauta alla tavola rotonda[5]
- Fausto Tommei in Obiettivo mortale
- Dante Biagioni ne La signora in giallo[6]
- Giorgio Lopez ne Un ragazzo alla corte di Re Artù[7]
- Vincenzo Ferro in Revelation[8]

Da doppiatore è stato sostituito da:
- Bruno Alessandro, Fabrizio Manfredi, Vittorio Stagni, Sandro Iovino e Stefano Mondini ne Le avventure del bosco piccolo[9]
- Sergio Di Giulio ne L'isola di Noè[10]

## Riconoscimenti
Premi Oscar 1969 – Candidatura all'Oscar al miglior attore per Oliver!